# Arcturus (hudební skupina)
Arcturus (nazvaná podle stejnojmenné hvězdy) je norská avant-garde/black metalová kapela založená v roce 1990 bubeníkem Janem Axelem «Hellhammerem» Blombergem a kytaristou a klávesistou Steinarem Sverdem Johnsenem ve městě Oslo. Posléze se k nim přidal zpěvák Marius Vold, jenž ale po vydání debutního EP My Angel (1991) odešel. Původně měla spojitost s kapelou Mortem.
V roce 1996 vyšlo debutové studiové album s názvem Aspera Hiems Symfonia.

## Diskografie

### Studiová alba
- Aspera Hiems Symfonia (1996)
- La Masquerade Infernale (1997)
- The Sham Mirrors (2002)
- Sideshow Symphonies (2005)
- Arcturian (2015)

### EP
- My Angel (1991)
- Constellation (1994)

### Kompilace
- Disguised Masters (1999)
- Aspera Hiems Symfonia / Constellation / My Angel (2002)

### Live alba
- Shipwrecked in Oslo (2014)